# Ралф Хазенхитл
Ралф Хазенхитл (Грац, 9. август 1967), аустријски професионални фудбалски тренер и бивши играч.

## Статистике тренерске каријере
Ажурирано 6. новембра 2020.
| Екипа        | Од                | До                | Рекорд | Рекорд | Рекорд | Рекорд | Рекорд | Рекорд | Рекорд | Рекорд | Рекорд      |
| Екипа        | Од                | До                | О      | П      | Н      | И      | ГД     | ГП     | ГР     | П %    | Реф.        |
| ------------ | ----------------- | ----------------- | ------ | ------ | ------ | ------ | ------ | ------ | ------ | ------ | ----------- |
| Унтерхахинг  | 4. октобар 2007.  | 22. фебруар 2010. | 88     | 40     | 20     | 28     | 129    | 115    | +14    | 045,45 | [ 1 ]       |
| Ален         | 3. јануар 2011.   | 8. јун 2013.      | 93     | 36     | 28     | 29     | 115    | 107    | +8     | 038,71 | [ 2 ] [ 3 ] |
| Инголштат 04 | 7. октобар 2013.  | 30. јун 2016.     | 95     | 36     | 34     | 25     | 113    | 95     | +18    | 037,89 | [ 4 ]       |
| РБ Лајпциг   | 1. јул 2016.      | 16. мај 2018.     | 83     | 40     | 19     | 24     | 150    | 116    | +34    | 048,19 | [ 5 ]       |
| Саутемптон   | 5. децембар 2018. | данас             | 78     | 31     | 17     | 30     | 114    | 121    | −7     | 039,74 | [ 6 ] [ 7 ] |
| Укупно       | Укупно            | Укупно            | 437    | 183    | 118    | 136    | 621    | 554    | +67    | 041,88 | —           |

## Успеси

### Као играч
Аустрија Беч
- Бундеслига Аустрије (3): 1990/91, 1991/92, 1992/93.
- Куп Аустрије (2): 1991/92, 1993/94.

Аустрија Салцбург
- Бундеслига Аустрије (1): 1994/95.
- Суперкуп Аустрије (1): 1995.

### Као тренер
Ален
- Промоција у Трећу Бундеслигу Немачке: 2011/12.

Инголштат 04
- Друга Бундеслига Немачке (1): 2014/15.

Индивидуални
- Најбољи тренер месеца у Премијер лиги (1): јул 2020.[8]